# Навала
«Навала» — радянський художній фільм 1944 року режисера Абрама Роома. Драматична кіноповість за мотивами однойменної п'єси Леоніда Леонова, написаної в 1941 році, що отримала Сталінську премію 1-го ступеня, а за сам фільм режисер і актори удостоєні премії 2-го ступеня.

## Сюжет
Федір Таланов виходить з ув'язнення. Трьома роками раніше — в 1938 році, він був засуджений за замах на вбивство за мотивами ревнощів. За плечима — в'язниця, попереду — невідомість. Тому що йде 1941 рік і тому що місто, в якому живе сім'я Федора Таланова, окуповане фашистами.

## У ролях
- Олег Жаков —  Федір Таланов
- Володимир Грємін —  Іван Тихонович Таланов, його батько
- Ольга Жизнєва —  Анна Миколаївна Таланова, його мати
- Людмила Глазова —  Ольга Таланова, його сестра
- Зінаїда Морська —  Демідівна
- Людмила Шабаліна —  Аніска, онука Демідівни
- Валер'ян Валерський —  Колесников, голову райвиконкому
- Василь Ванін —  Микола Сергійович Фаюнін
- Григорій Шпігель —  Кокоришкін, зрадник Батьківщини, німецький посіпака на прізвисько Муха
- Святослав Астаф'єв —  Олександр Митрофанович Масальський
- Михайло Епельбаум —  Вальтер Шпурре
- Володимир Балашов —  Паша, підпільник
- Петро Званцев —  німецький генерал

## Знімальна група
- Режисер — Абрам Роом
- Сценаристи — Борис Чирсков, Леонід Леонов
- Оператор — Сергій Іванов
- Композитор — Юрій Бірюков
- Художники — Лев Мільчин, Віктор Шильдкнехт